# Ajacayán Oriente
Ajacayán Oriente är en ort i Mexiko.   Den ligger i kommunen José Joaquín de Herrera och delstaten Guerrero, i den sydöstra delen av landet, 220 km söder om huvudstaden Mexico City. Ajacayán Oriente ligger 1 720 meter över havet och antalet invånare är 450.
Terrängen runt Ajacayán Oriente är huvudsakligen kuperad, men söderut är den bergig. Runt Ajacayán Oriente är det ganska glesbefolkat, med 39 invånare per kvadratkilometer. Närmaste större samhälle är Ixcatla, 6,6 km söder om Ajacayán Oriente. I omgivningarna runt Ajacayán Oriente växer huvudsakligen savannskog.